# Marianne Koberwein
Pour les articles homonymes, voir Koberwein.
Marianne de Rutenskiöld ou Anna-Maria (dite Marianne) Charlotta (Charlotte) Rutenskiöld (née le 15 décembre 1791 à Stockholm (Suède) et morte le 2 août 1856 à Tsarskoïe Selo (gouvernement de Saint-Pétersbourg, Russie) est une personnalité féminine suédoise du XIXe siècle. Elle est la fille de Gustave-Adolphe de Rutenskiöld (1758-1802), officier de la garde royale suédoise et de son épouse née Ulrika Charlota Stenborg.

## Biographie
Anna-Maria Charlotta fit partie de la suite de la reine de Suède lors de l'exil du roi Gustave IV Adolphe. Cette suite s'installa d'abord à Karlsruhe et la reine de Suède née Frédérique de Bade s'efforça de « recaser » ceux et celles qui l'avaient suivie et Anna-Maria fut confiée à Élisabeth, épouse d'Alexandre Ier de Russie et sœur de cette même reine de Suède…
En 1824, le grand-duc Nicolas, futur empereur Nicolas Ier de Russie, remarqua la jolie Suédoise lors d'un bal à la cour : et s'ensuivit une liaison secrète d'où naquit une fille, Youzia (ou Joséphine) en 1825.
Pour observer les convenances, Marianne épousa Iossif (Joseph) Vassiliévitch Koberwein (1789-1854) qui donna son nom à Youzia ; ils divorcèrent rapidement.  
En 1849, Marianne Koberwein vit à Nice (royaume de Sardaigne) et marie sa fille Joséphine Koberwein au peintre niçois Joseph Fricero. 
Ce mariage reflète l'ancienneté des liens entre Nice et les Russes et le rang social relativement modeste de la fille naturelle d'un tsar. 